# Hypacrosaurus
Hypacrosaurus ("téměř nejvyšší ještěr") byl rod ptakopánvého ornitopodního dinosaura z období svrchní křídy (geologický věk kampán až maastricht, asi před 72 až 67 miliony let).

## Historie a popis

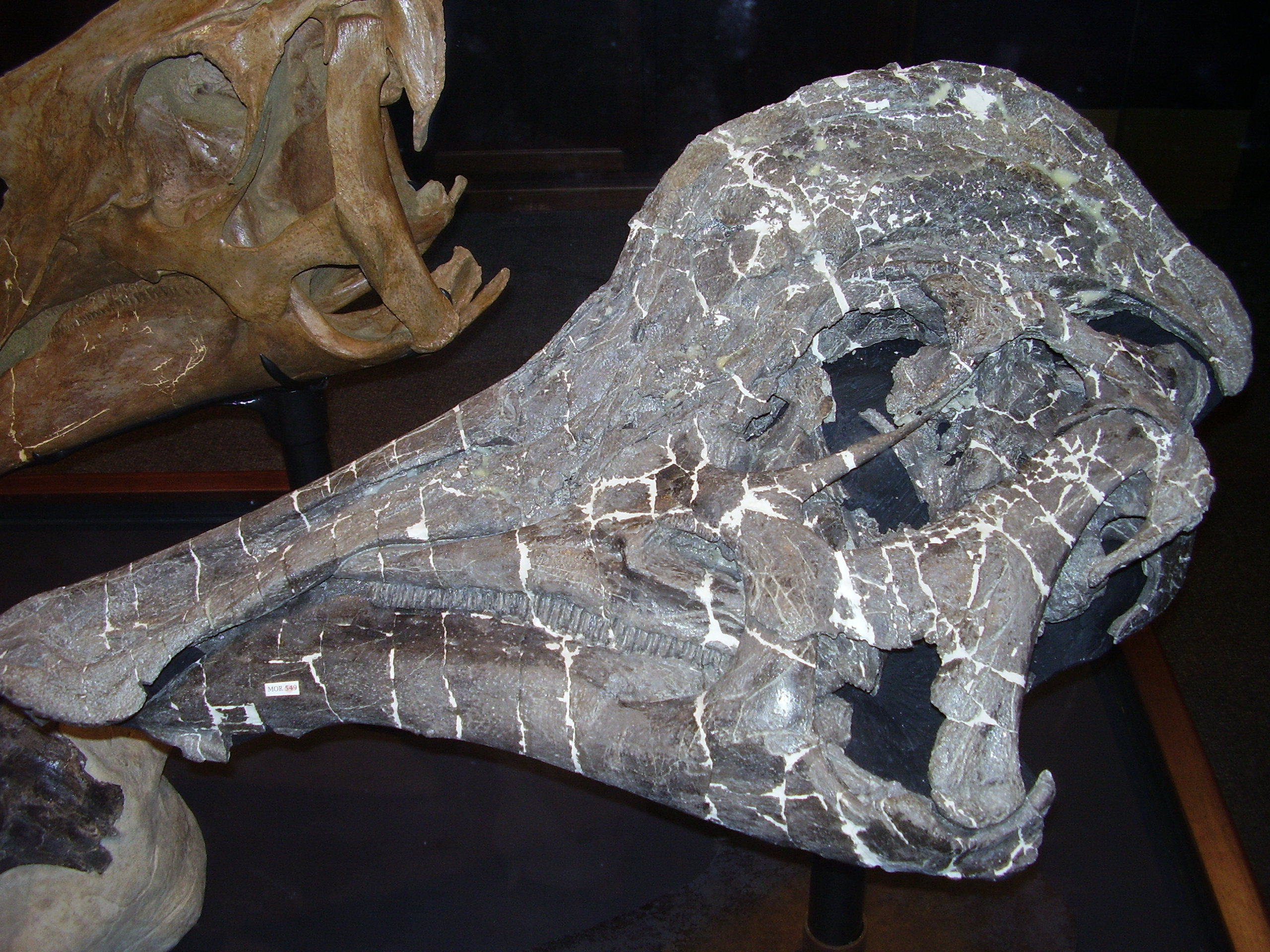
Lebka hadrosaurida hypakrosaura v expozici Museum of the Rockies (Bozeman, Montana)

Zkameněliny tohoto dinosaura byly objeveny v USA (Montana) a v Kanadě (provincie Alberta) v sedimentech geologického souvrství Two Medicine. Jednalo se o poměrně velkého hadrosaurida, dosahujícího délky přes 8 metrů a hmotnosti až kolem 3400 kg. V současnosti známe i kostřičky mláďat a zkamenělá vejce i hnízdiště hypakrosaurů. Nálezy také dokazují, že se tito býložravci stávali příležitostnou kořistí velkých tyranosauridů.
Typový druh H. altispinus formálně popsal paleontolog Barnum Brown v roce 1913. Další druh, H. stebingeri, byl pak popsán roku 1994 paleontology Philipem J. Curriem a Jackem Hornerem. Blízkými příbuznými tohoto lambeosaurina jsou zejména rody Lambeosaurus a Corythosaurus. Druh H. altispinus je znám ze souvrství Horseshoe Canyon a rozpětí jeho existence činí dle moderního datování dobu před 71,5 až 69,6 milionu let.

## Paleobiologie
Výzkum stavby spodní čelisti hypakrosaura ukázal, že na rozdíl od dravých tyranosaurů neměli patrně citlivý senzorický systém na konci svých čelistí.
Mladí jedinci tohoto druhu patrně vytvářeli samostatné skupiny, žijící odděleně od zbytku stád. Tyto skupiny vytvářeli předešvším subadultní jedinci, blížící se své pohlavní dospělosti. Význam tohoto stádního chování zatím není zcela zřejmý, ale souvisí patrně s reprodukčními projevy. Mláďata hypakrosaurů pravděpodobně zůstávala segregovaná (oddělená od zbytku skupiny) přibližně v prvních čtyřech letech svého života, později už žili tito dinosauři obvykle gregaricky.

## Objev organických molekul
U fosilního exempláře malého mláděte tohoto druhu byla objevena skvěle zachovaná chrupavčitá tkáň s dosud patrnými stopami po původních biomolekulách - proteinech, chromozomech a DNA-markerech.